# 1264

## Починали
- Андрей II, велик княз на Владимирско-Суздалското княжество